# Legdeåviken
Legdeåviken är en vik i Robertsfors kommun, Västerbotten (Sverige). På en ö i viken låg det till ca 1950-talet ett sågverk och en liten hamn. Rester av hamnen ser man på botten längs stranden, det ligger tonvis med virke från bryggan som låg där. Ön ligger i anslutning till fastlandet, med bro. Nuförtiden är ön och viken täckt med sommarstugor. På andra sidan viken om ön ligger en halvö som heter "Ön". Från Legdeåviken tar man sig lätt till Sikeå hamn.